# SMEM

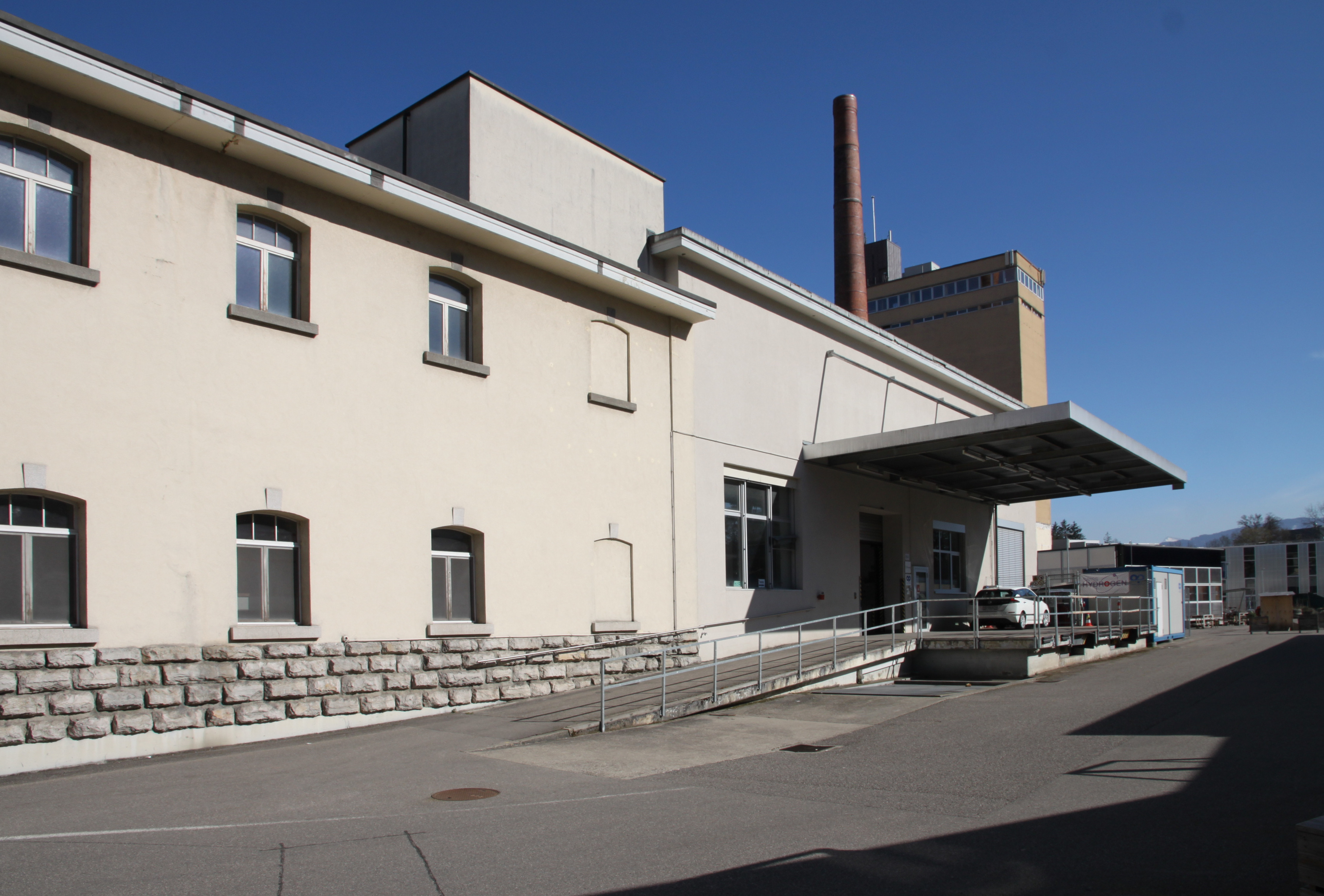
Eingang zum SMEM

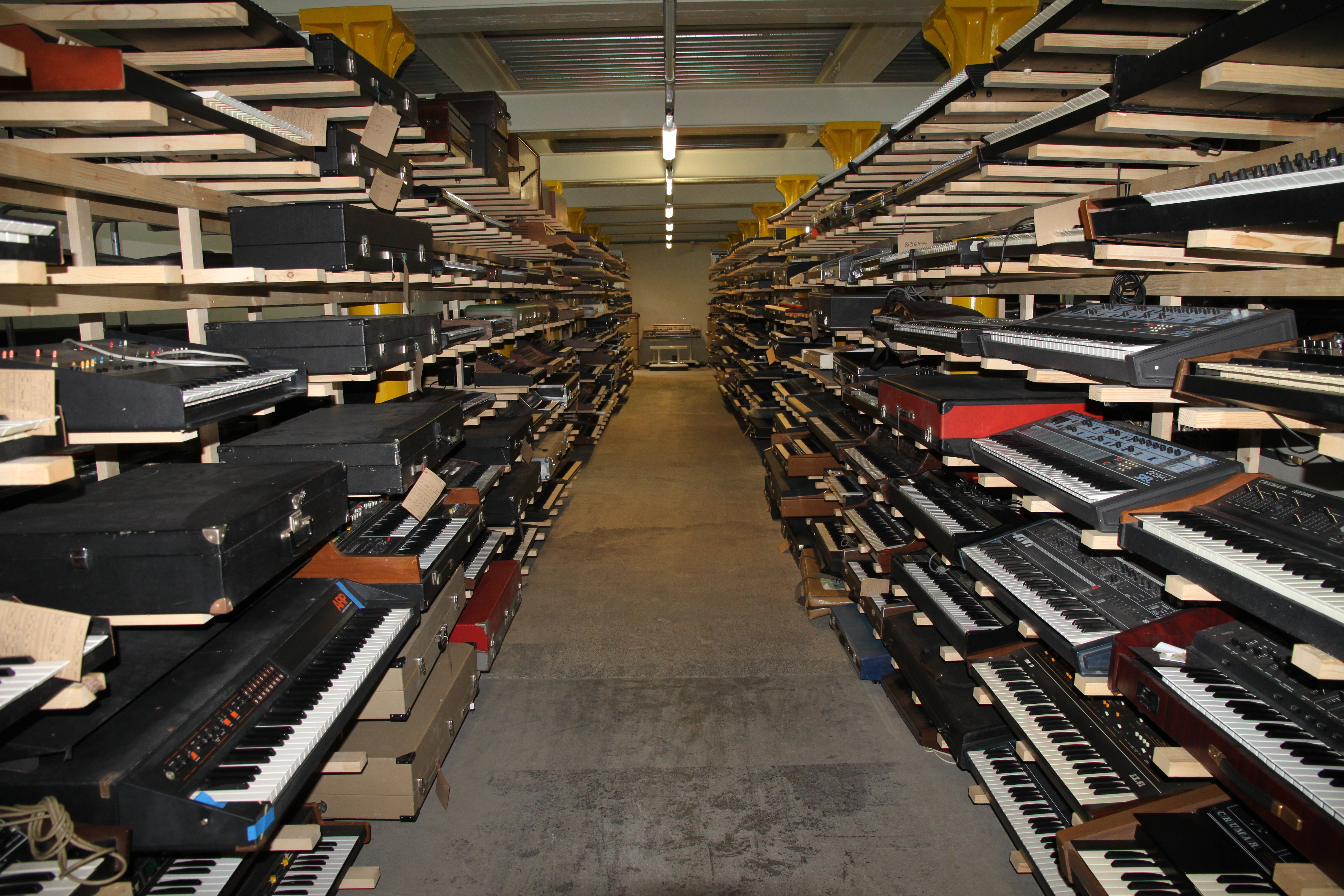
Blick in das Magazin von SMEM

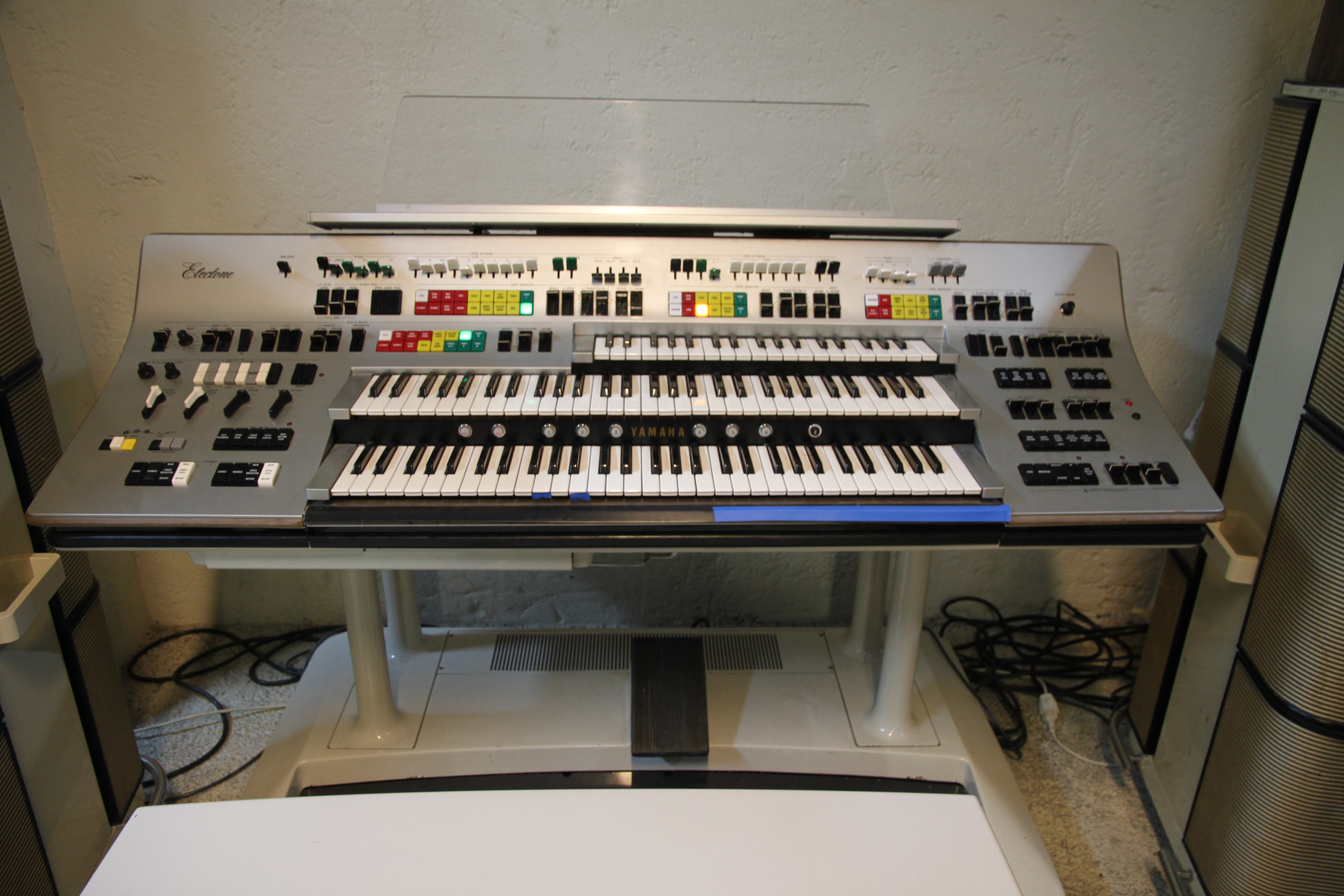
Ein Yamaha Electone im SMEM

Das SMEM (steht für Schweizer Museum & Zentrum für elektronische Musikinstrumente, englisch: Swiss Museum & Center for Electronic Music Instruments) ist mit seinem Schaulager das erste Schweizer Museum für elektronische Musikinstrumente und eine der international grössten Sammlungen dieser Art. Mit einem Playroom und einer Auswahl an Instrumenten steht es Musikern für Residenzen, für Schulbesuche, für die Vermittlung der elektronischen Musik sowie dem allgemeinen Publikum zur Verfügung. Das SMEM befindet sich im Innovationszentrum der Blue Factory, Passage du Cardinal 1, in Freiburg i. Üe. Seit 2021 ist das SMEM Partner von Google Arts & Culture, wo zahlreiche Instrumente der Sammlung in 3D auffindbar sind.

## Geschichte
Der Grossteil der Sammlung wurde vom Basler Klemens Niklaus Trenkle über mehrere Jahrzehnte zusammengetragen. 2016 wurde der Verein SMEM in Freiburg gegründet mit dem Ziel, dieses Musikerbe zugänglich zu machen. Die Sammlung wurde als Dauerleihgabe dem Verein übertragen, die Sammlung zu inventarisieren und aufzubereiten. Das Schaulager ist seit dem 1. Juli 2017 für die Öffentlichkeit zugänglich. 2018 wurde der dazugehörige Playroom eröffnet. Die Sammlung erweitert sich seither laufend durch Schenkungen. Sie ist zum grössten Teil inventarisiert und kann auf der Webseite des SMEM eingesehen werden.
Die Sammlung umfasst zahlreiche bedeutende Synthesizer, Electro-Orgeln, Keyboards, Effekt- und Studiogeräte. Instrumente wurden namentlich für Ausstellungen des Vitra Museums in Basel sowie der Philharmonie in Paris oder dem MOMEM in Frankfurt zur Verfügung gestellt.

## Angebot

### Playroom
Nebst dem Lager mit über 5000 Instrumenten steht Musikerinnen, Tüftlern und dem breiten Publikum ein Playroom zur Verfügung. Dieser ist ausgestattet mit diversen Elektrophones (wie Synthesizer und etwa Drum Computern) inklusive Zubehör. Der Raum dient als eine Art öffentliches Studio. Rund 40 Instrumente stehen zur Auswahl. So haben Anfänger wie bestandene Musiker die Möglichkeit, mit Unterstützung einer Fachperson im Playroom den Sound historischer und teils seltener Geräte selbst auszuprobieren. Das Ergebnis kann auf Wunsch auf eine Soundkarte aufgenommen werden. Vorausgesetzt ist die Anmeldung über die Homepage des SMEM.
Im Playroom finden pro Jahr zehn bis fünfzehn Veranstaltungen statt. Grössen aus der Szene wie Look Mum No Computer bespielen historische Instrumente. So erlebt das Publikum die Klangwelt und erfährt von Konzepten, Geräten und Projekten, die aktuell laufen. Das SMEM als ein «Kulturzentrum der Oszillatoren», wie Thaddeus Herrmann schrieb.
Residenzen im Playroom, u. a.: Stephen O’Malley (2018); Legowelt (2019); Dorian Concept (2020); Thylacine (2021); Brian Bamanya(2022); Nadia Struiwigh (2023);

### Schaulager
Im Schaulager des SMEM befinden sich um die 5000 Instrumente. Dazu gehören analoge und digitale Synthesizer, Elektro-Orgeln, Rhythmus- und Effekt-Geräte. Zum Bestand gehören für viele digitalen Instrumente auch die dazu notwendigen historischen Computermodelle wie z. B. Apple, Macintosh, Atari mit den jeweiligen Betriebssystemen und der Software zur Steuerung der digitalen Musikgeräte. Das älteste Instrument in der Sammlung ist ein Novachord von Hammond aus dem Jahr 1938. Dazu gibt es eine Vielzahl an grossen elektronischen Orgeln, auch solchen, die vor Kurzem noch in einer Kirche standen, und anderen, die wie der Kindersynthesizer Bontempi eher an Spielzeug erinnern, oder den Millioniser, den auch Experten zum ersten Mal hier sehen können. Zum Bestand zählen auch Leslie-Lautsprecher, Drumcomputer und Computersampler. Interessierte finden hier Modelle, wie sie von den Beatles, Kraftwerk, Tangerine Dream oder Karlheinz Stockhausen und Klaus Schulze in Gebrauch waren oder teilweise noch sind. Oder wie sie zur Produktion von Soundtracks vieler Filme eingesetzt wurden.

### Sammlungsstücke des SMEM (Auswahl)
| Marke     | Modell      | Typ                                      | Jahr          | Gespielt |
| --------- | ----------- | ---------------------------------------- | ------------- | --- |
| Yamaha    | CS-80       | Synthesizer                              | 1977          | Vangelis, Daft Punk, Klaus Schulze, Jean-Michel Jarre, Squarepusher, u. a. |
| Yamaha    | EX-1        | Orgel                                    | 1975          | |
| Yamaha    | EX-42       | Orgel                                    | 1976          | |
| Roland    | TR-909      | Drumcomputer                             | 1983          | Jeff Mills, Björk, Derrick May, Frankie Knuckles, Daft Punk |
| Roland    | TR-808      | Drumcomputer                             | 1980          | Marvin Gaye |
| Roland    | Juno-60     | Synthesizer                              | 1982          | The Cure, Billy Idol, Wham!, The Weeknd |
| Korg      | PS-3100     | Synthesizer                              | 1977          | |
| Korg      | MS-20       | Synthesizer                              | 1978          | Air, Apoptygma Berzerk, Beborn Beton, DAF, Liaisons Dangereuses, Depeche Mode, Aphex Twin, Jean-Michel Jarre, Portishead, The Prodigy, OMD, Einstürzende Neubauten, KMFDM, Die Krupps, Mittageisen, Front 242, Laibach, Digitalism, The Sound of Arrows, Röyksopp, Alphaville, Daft Punk |
| Mellotron | Mk II       | Elektromechanisches Keyboard             | 1964          | Moody Blues, Beatles, Motorpsycho, u. a. |
| Elka      | Synthex     | Synthesizer                              | 1981          | Stevie Wonder, Martin Gore, Jean-Michel Jarre, u. a. |
| Oberheim  | Matrix-12   | Synthesizer                              | 1985          | |
| Hammond   | Novachord   | Synthesizer                              | 1938          | Heitor Villa-Lobos, Jerry Goldsmith, Kurt Weill, u. a. |
| Suzuki    | Millioniser | Synthesizer                              | 1983          | |
| Ensoniq   | Fizmo       | Synthesizer                              | 1998          | The Faint |
| Moog      | Minimoog    | Synthesizer                              | 1970          | Patrick Moraz, Daft Punk, Rick Wakeman, u. a. |
| Moog      | Theremin    | berührungslos gespieltes Musikinstrument | 1960 und 1995 | |

## Ehrungen und Preise
- Zum Fünfjahrjubiläum, welches das SMEM am 5. Oktober 2022 mit seinen Unterstützern, Fans und Musikern im Fri-Son feierte, erhielt das SMEM von der Agglomeration Freiburg den kulturellen Nachwuchsförderpreis. Die Agglomeration Freiburg zeichnete die junge Organisation «für ihren innovativen Geist und ihren einzigartigen Charakter aus», hiess es in der Begründung. Das SMEM biete "seit fünf Jahren ein ehrgeiziges Veranstaltungsprogramm für das regionale Publikum im Rahmen der Entstehung der aktuellen Musik und der Entdeckung elektronischer Instrumente" an, teilte die Agglomeration Freiburg mit.[11]
- Im Rahmen der Schweizer Musikpreise 2024 zeichnete das Bundesamt für Kultur das SMEM mit dem Spezialpreis aus, der mit 25'000 Franken dotiert ist. Damit ehrt das Bundesamt für Kultur die umfangreiche Freiwilligenarbeit des SMEM, dank der die moderne Musikgeschichte dokumentiert wird und auch im Hier und Jetzt in einem lebendig gehaltenen Archiv erlebbar bleibt. Die Schweizer Musikpreise 2024 werden am 12. September 2024 in der Salle Paderewski des Casino de Montbenon in Lausanne verliehen.[12][13][14]